# Union von Krakau und Vilnius

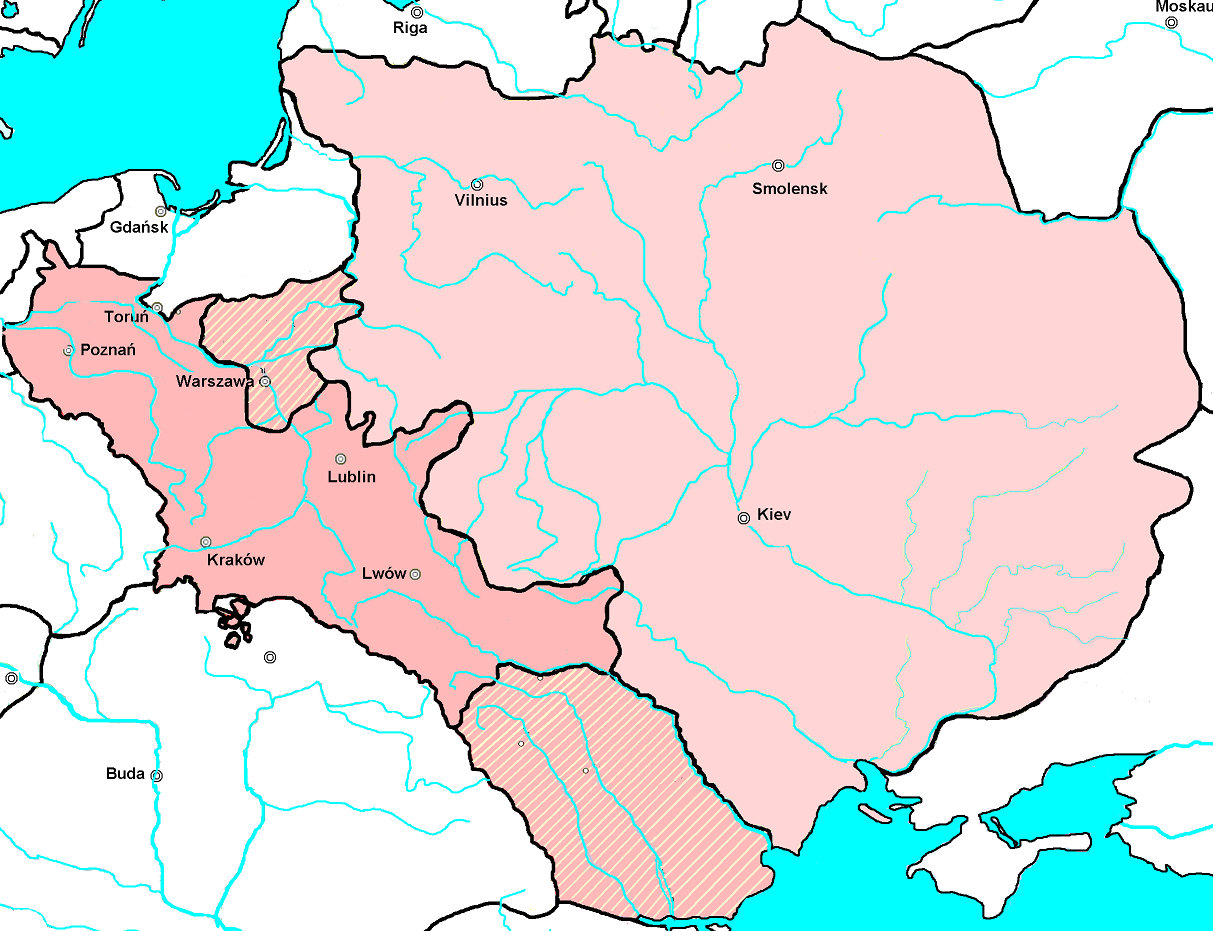
Polen-Litauen um 1490

Als Union von Krakau und Vilnius wird die 1499 vereinbarte Union zwischen dem Königreich Polen und dem Großfürstentum Litauen bezeichnet. Sie wurde zunächst in der polnischen Hauptstadt Krakau im Juni und sodann im Juli in der litauischen Hauptstadt Vilnius unterzeichnet. Der Union von Krakau und Vilnius gingen mehrere vorherige Personalunionen zwischen den beiden Staaten voraus, es auch folgten noch andere Formulierungen der Polnisch-Litauischen Unionen.

## Hintergrund
Die erst Union von Krewo entstand durch die Heirat des litauischen Großfürsten Jogaila mit der minderjährigen polnischen Königin Hedwig, in deren Folge Jogaila als Władysław II. Jagiełło 1385 den polnischen Thron bestieg. Władysław II. Jagiełło erneute und verengte die Union 1401 in der Union von Vilnius und Radom, 1413 in der Union von Horodło und 1432 in der Union von Grodno. Nach Władysław II. Jagiełłos folgten ihm auf die Throne in Polen (Władysław III.) und Litauen (Kasimir IV. Andreas) seine beiden Söhne, so dass die Personalunion in den Jahren 1440–1447 unterbrochen war. 1447 wurde mit der Wahl des litauischen Großfürsten Kasimir IV. Andreas auf den polnischen Königsthron wieder erneuert. Als dieser 1492 starb, wurde erneut in Polen (Johann) und Litauen (Alexander) ein Sohn von Kasimir IV. Andreas gewählt. Die Personalunion war von 1492 bis 1501 erneut unterbrochen.

## Union
Das Dokument wiederholte die Union von Horodło von 1413 und enthielt folgende zusätzliche Punkte:
- Militärbündnis zwischen Polen und Litauen, insbesondere gegen das Großfürstentum Moskau gerichtet.
- eine Kriegserklärung soll stets nur von beiden Staaten gemeinsam erklärt werden.
- bei der Wahl der Herrscher sollen sich der polnische und der litauische Adel abstimmen. Dies gestaltete sich jedoch schwierig, den Polen war eine Wahlmonarchie während Litauen eine Erbmonarchie war und die Jagiellonen nicht auf ihr Erbrecht in Litauen verzichten wollten, der polnische Adel hingegen nicht auf die freie Königswahl.

## Folgen
1501 verstarb König Johann. Alexander wurde auf den polnischen Königsthron gewählt und die Personalunion wurde wieder fortgesetzt. Eine erneute Überarbeitung des Vertragstextes erfolgte noch im selben Jahr in der Union von Mielnik.

## Sie auch
- Polnisch-Litauische Union